# Konrad von Grünewaldt

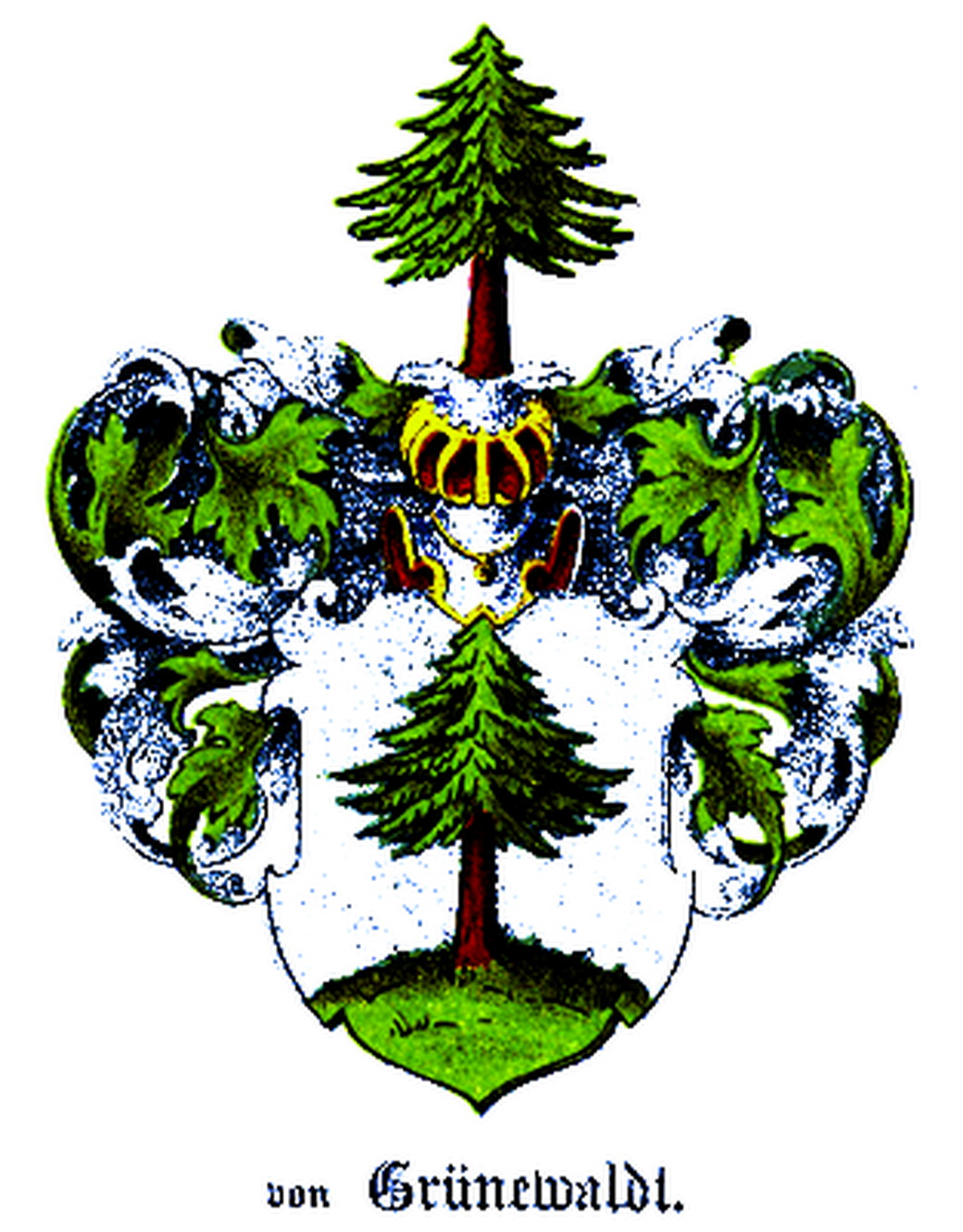
Familienwappen der Adelsfamilie von Grünewaldt

Konrad Friedrich von Grünewaldt (* 1. Januar 1884 in Reval; † 5. Oktober 1945 in Berlin) war ein Straßenbauingenieur und Professor, er stammte aus dem Baltikum. Er war am Bau mehrere Eisenbahnstrecken und verschiedener Landschafts- und Eisenbahnprojekte in Estland sowie Strecken der Baltischen Eisenbahn beteiligt.

## Leben

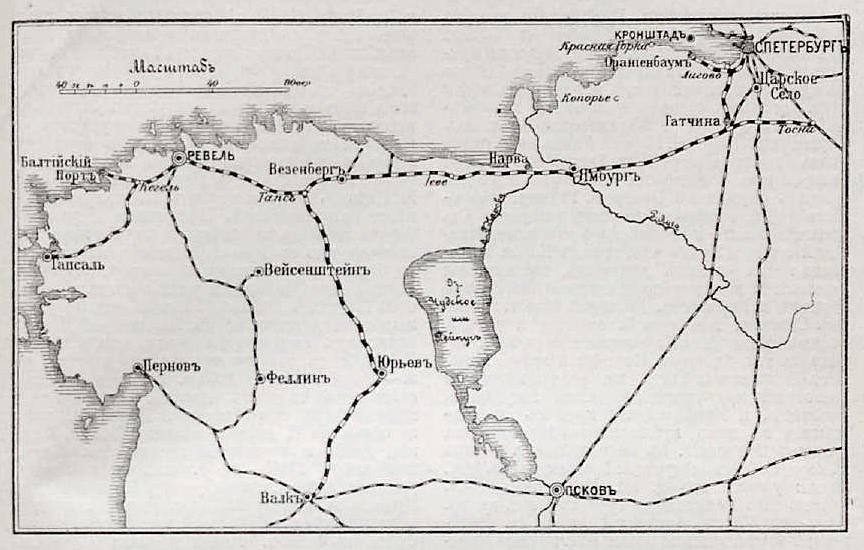
Baltisches Eisenbahnnetz 1911–1915

Konrad von Grünewaldt besuchte von 1901 bis 1905 das Nikolai-Gymnasium  in Reval. In den Jahren 1905 bis 1906 absolvierte er seinen Wehrdienst in der Kaiserlich-Russischen-Armee. Dem schloss sich von 1906 bis 1909 das Ingenieurstudium am Polytechnikum Riga an, welches er als Diplom-Bauingenieur beendete. Seine ersten beruflichen Erfahrungen sammelte er 1909/10 als Wegebau-Ingenieur der Livländischen Ritterschaft. Von 1910 bis 1912 war er als Distanzchef und Gehilfe beim Bau der Schmalspurbahn von Smilten nach Haynasch, im heutigen Lettland, tätig.
Ab dem Jahre 1913 war er als Wegebau-Ingenieur für die Estländische Ritterschaft  tätig und leitete das Eisenbahnprojekt von Taps nach Weißenstein (heute Estland). Einen weiteren Wehrdienst in der zaristischen Armee absolvierte er von 1914 bis 1918 als russischer Reserve-Offizier, in diese Periode war er 1917 bei der Bauverwaltung zum Bau der Seefestung Imperator Peter der Große in Reval eingesetzt. Anfang des Jahres 1918 wurde er von den Bolschewiki verhaftet und nach Krasnojarsk in Sibirien verschleppt
Im Sommer 1918 arbeitete er an einigen Eisenbahnprojekten der Estländischen Ritterschaft und diente von 1918 bis 1920 im Baltenregiment. In den Jahren 1920/21 führten ihn Studienreisen und wissenschaftliche Arbeiten nach Deutschland, seit 1922 war er Oberingenieur und Prokurist im Ingenieurbüro von Professor Ludin. Es folgten 1925 die Promotion zum Doktoringenieur, dem sich folgende Tätigkeiten anschlossen: 1926 Assistent am Institut für Straßen- und Eisenbahnbau und 1927 Privatdozent für Spezialbahnen. 1932 wurde er außerordentlicher Professor an der Technischen Hochschule Karlsruhe und seit 1934 Professor an der Technischen Hochschule in Danzig. Seit 1924 war er Ehrenritter des Johanniterordens.

## Werke
- Otto Ammann, Conrad von Gruenewaldt, Robert Otzen: Bergbahnen. (= Handbibliothek für Bauingenieure. Band 9). Springer-Verlag, 1930. (Reprint: 2013, ISBN 978-3-662-41300-5)
- Conrad v Gruenewaldt: Elemente der Wirtschaftlichkeitsberechnung von Wasserkraftanlagen. Verlag F. Gutsch, 1926. (books.google.de)

## Herkunft und Familie
Konrad Friedrich von Grünewaldt stammte aus der deutsch-baltischen Adelsfamilie von Grünewaldt. Sein Vater war der Gutsbesitzer Johann Magnus Walter von Grünewaldt (* 1857 in Affel; † 1910 in Dortmund), Herr auf Affel, der mit Olga von  der Pahlen-Astrau (* 1856) verheiratet war. Im Jahre 1813 heiratete Konrad Marie von Löwenstern, ihr Sohn war Johann Georg Walter Otto von Grünewaldt (* 1914 in Reval).